# Državno sveučilište u Bakuu
Državno sveučilište u Bakuu (azerski: Bakı Dövlət Universiteti, BDU) javno je sveučilište u azerbajdžanskom glavnom gradu, utemeljeno 1919. godine. Obuhvaća 16 fakulteta i dvije istraživačke ustanove, Znanstveni istraživački institut za primijenjenu matematiku i Institut za problemsku i teorijsku fiziku.
Među uglednim diplomantima ističu se fizičar Lev Davidovič Landau te azerbajdžanski predsjednici Abulfaz Elchibey i Heydər Əliyev.

## Vanjske poveznice
- Službena stranica (azer.) (engl.) (rus.)